# レッド・テイルズ
『レッド・テイルズ』（Red Tails）は、アンソニー・ヘミングウェイ監督、ジョン・リドリーとアーロン・マクグルーダーの脚本による2012年のアメリカ合衆国のアクション・ドラマ映画である。原案はリドリーであり、実際にあった出来事を基にしている。また、ジョージ・ルーカスが製作総指揮を務めている。第二次世界大戦に活躍したアフリカ系アメリカ人で構成された陸軍航空軍部隊タスキーギ・エアメンの物語であり、『インディ・ジョーンズ』と『スター・ウォーズ』以外のルーカスフィルム作品は『笑撃生放送! ラジオ殺人事件』（1994年）以来である。出演者はHBOのテレビ映画『ブラインド・ヒル』でもタスキーギーを演じたキューバ・グッディング・ジュニアや『ジャスティス』で演じたテレンス・ハワードらである。北米では2012年1月20日に公開された。日本では未公開。

## キャスト
- キューバ・グッディング・ジュニア - エマニュエル・スタンス少佐
- テレンス・ハワード - A・J・ブラード大佐
- ブライアン・クランストン - ウィリアム・モルタムス大佐
- ネイト・パーカー - マーティン・"イージー"・ジュリアン
- デヴィッド・オイェロウォ - ジョー・"ライトニング"・リトル
- トリスタン・ワイルズ - レイ・"レイガン"・ギャノン
- ダニエラ・ルーア - ソフィア
- ライアン・アーリー - ブライス隊長
- メソッド・マン - スティックス
- ケヴィン・フィリップス - レオン・"ネオン"・エドワーズ
- ヘンリー・ギャレット - ハート
- ロバート・カジンスキー - チェスター・バーンズ
- リック・オットー - フリント
- リー・ターゲセン - ジャック・トミリソン大佐
- アンドレ・ロヨ - チーフ・"コーヒー"・コールマン
- ニーヨ - アンドリュー・"スモーキー"・セーラム
- イライジャ・ケリー - サミュエル・"ジョーカー"・ジョージ
- マーカス・T・ポールク - デビッド・"デケ"・ワトキンス
- レスリー・オドム・Jr - ウォルター・"ウィンキー"・ホール
- マイケル・B・ジョーダン - モーリス・"バンプ"・ウィルソン
- ジャズミン・サリヴァン - デボラ・"ラヴ・バニー"・ガネット
- エドウィナ・フィンリー - シーシ－
- ステイシー・デイヴィス - メイ
- アムル・アミーン - バッグ・オボーンズ
- ジェラルド・マクレイニー - ルンツ将軍

## 製作
ジョージ・ルーカスは1988年より『レッド・テイルズ』の企画を開始し、1992年公開を予定していた。彼は「話が上手すぎる物語」として『タッカー』と比較した。元々はトーマス・カーターが監督に選ばれていた。2007年にジョン・リドリーが最終稿執筆のために雇われるまでに幾人もの脚本家がプロジェクトに取り組んだ 。ルーカスはサミュエル・L・ジャクソンを監督・出演させるために彼と協議した。ジャクソンは脚本を賞賛したものの、結局どちらも引き受けなかった。2008年、最終的にアンソニー・ヘミングウェイが監督に決まった。映画のリサーチのため、ルーカスフィルムは存命のタスキーギー・エアーメンをスカイウォーカーランチに招き、第二次世界大戦での体験をインタビューした。またルーカスフィルムはパイロットたちが実際に使っていた任務航空日誌を入手した。
製作は2009年3月より開始された。ルーカスは2012年1月9日の『ザ・デイリー・ショー』でのインタビューにて、白人が主要キャストに居ないオール黒人映画であるために、メジャーな映画スタジオが資金繰りとマーケティングに難色を示したために長らく製作が遅れたことを明かした。彼は、映画スタジオは利益の60％を海外市場から得ており、『レッド・テイル』のような作品の市場は海外には存在しないと説明した。
撮影には高精細なSony F35カメラが使われ、チェコ、イタリア、クロアチア、イングランドで行われた。チェコでの撮影中、役者たちは実際のタスキーギー・エアーメンと同様の"ブートキャンプ"プログラムを実施した。編集はプラハでの製作中に開始された。アビッド編集システムはプラハのスタジオとルーカスフィルムで同時に使われた。ロケ地の移動中にも迅速な製作作業を行うために、「テクニカル・センター」を装備した車両が使われた。2010年3月、HBOのシリーズ『Treme』の撮影で多忙なヘミングウェイに代わってルーカスが再撮影の指揮を引き継いだ。ヘミングウェイは映像上の最終的な承認を持つこととなった。
『レッド・テイルズ』は映画用デジタル音響システムである、ベルギーの企業Auro社が開発したAuro-3D 11.1chサラウンドを採用した最初の配給作品である。
ルーカスは製作費を全額自腹で賄ったほか、3500万ドルの配給費用も負担した。

## シリーズ化構想
本作が成功した場合、ルーカスは続編と前日譚を製作して三部作とする計画である。